# 絕橋智多星
《絕橋智多星》是1990年上映的香港電影。王晶導演，李修賢、王晶、王祖賢、黃秋生主演。

## 剧情
以王豹为首的犯罪集團被督察龔正與臥底探員馬坤瓦解，王豹因此被捕，但是，他卻派人劫走證據，並將馬坤害成植物人。龔正也因為證據被劫，而被上司要求停職，龔跑去醫院探望受折磨的馬坤，在這時他認識了坤的另一名好友疏扶，疏扶為一個老千，但已改邪歸正，疏扶決定要和龔合作，為坤報仇。

## 演员
| 演員   | 角色     | 粵語配音 | 備註                                                                                           |
| 李修賢 | 龔正     | 朱子聰   | 高級督察，前督察成員，因王豹派人把其的犯罪證據搶奪而被上司要求停職。為了替馬坤報仇而和疏扶合作 |
| 王晶   | 疏扶     | 林保全   | 曾為一個大老千，現已改邪歸正，馬坤好友，和龔正合作為其報仇                                     |
| 王祖賢 | 常冰     | 何錦華   | 富家女，王豹的夢中情人                                                                         |
| 黃秋生 | 馬坤     | 陳永信   | 臥底探員，被王豹害至植物人                                                                     |
| 龍方   | 王豹     | 陳欣     | 犯罪集團頭目 為了脫罪，派人劫走自己的犯罪証据道，貌岸然的斯文敗類，最後被自己的合作夥伴殺死    |
| 鄧萃雯 | 阿玲     | 鄧萃雯   | 龔正的妹妹，喜歡摸疏扶的胸肌                                                                   |
| 駱應鈞 | 劉sir    | 陳欣     | 高級警司 審問龔正王豹的犯罪證據被搶奪的經過                                                    |
| 李兆基 | 合作夥伴 | 譚漢華   | 富商 王豹的合作夥伴之一，最後誤會王豹私吞所有錢而把其槍殺                                      |
| 王天林 | 老板     | 賈鳳悟   | 客串，富商，王豹的合作夥伴之一                                                                 |
| 簡達華 | 阿東     | 賈鳳悟   | 王豹手下                                                                                       |
| 林聰   | 阿陳     | 陳欣     | 老千 疏扶之好友                                                                                |
| 河國榮 | 高級警司 | 譚漢華   | 縂警司 要求龔正停職                                                                            |

## 外部連結
- 香港影庫上《絕橋智多星》的資料（繁體中文）
- 豆瓣电影上《絕橋智多星》的資料 （简体中文）